# 우피니스
우피니스는 고대 리투아니아 신화의 강의 신이다. 물을 맑게 하기 위해 흰 돼지를 그에게 제물로 바쳤다. 테오도르 나르부트는 불필요하게 우피니스를 우피네라는 여성으로 성별을 바꿔버렸다. 우피니스 강은 에제리니우에 인접해 있다.